# Husitas

Cáliz, símbolo husita

Con el término de husitas o Iglesia husita se define la pertenencia a un movimiento reformador y revolucionario surgido en Bohemia en el siglo XV. El nombre procede del teólogo bohemio Jan Hus. El movimiento se unió más tarde a la Reforma. 
En el Concilio de Constanza, Jan Hus fue condenado y ajusticiado el 6 de julio de 1415 en la hoguera. Hus mantenía una posición muy crítica frente al poder eclesiástico, posiciones muy cercanas a las de John Wyclif y los valdenses, opiniones que influyeron en Martín Lutero.
Los husitas se dividieron en dos grupos: los moderados utraquistas y los radicales taboritas (de la ciudad de Tábor en Bohemia del Sur). En 1420, después de la muerte del rey Wenceslao, lograron ponerse de acuerdo en un programa común: los Artículos de Praga, en el que exigían al poder real el reconocimiento de:
- La comunión bajo las dos especies (los comulgantes debían comer la hostia y beber el vino)
- La libertad de predicación
- La pobreza de los eclesiásticos
- El castigo de los pecados mortales por igual, sin distinciones según el rango social o nacimiento del pecador.

El rey Segismundo de Hungría, hermano de Wenceslao, se negó a aceptar sus peticiones, por lo que los taboritas se sublevaron provocando las guerras husitas (1419-1436). Al mando de sus caudillos Jan Žižka y Procopio el Grande, consiguieron las victorias de Vítkov (1420), Pankrác (1420), Kutná Hora (1422), Ústí nad Labem (1426) y Tachov (1427). Los taboritas fueron vencidos en Lipany en 1434 por los moderados, que se habían aliado con los católicos en la Liga de Bohemia. Tras el Concilio de Basilea y las conversaciones de Praga fueron aceptados los compactata (30 de noviembre de 1436). 
A la muerte del joven rey Ladislao el Póstumo de Hungría y Bohemia en 1457, el regente checo Jorge de Podiebrad —de inclinaciones husitas— se hizo coronar rey de los checos engañando a los obispos húngaros, a los cuales les había prometido pasarse al catolicismo. Tras esto el papa Pablo II proclamó una cruzada contra el rey husita hereje, y Matías Corvino de Hungría respondió enviando su ejército contra Podiebrad. Las tropas húngaras bajo el mando de Blas Magyar y dirigidas por guerreros como Pablo Kinizsi atacaron Bohemia en 1468, pero finalmente solo lograron conquistar los territorios de Silesia y Moravia para el rey Matías. En 1469 las fuerzas del monarca húngaro forzaron al soberano checo a renunciar a su trono, tras lo cual Matías se hizo coronar inmediatamente rey de Bohemia el 3 de mayo de ese mismo año. Podiebrad sugirió a los nobles checos que escogiesen a Vladislao Jagellón, hijo del rey de Polonia, como su sucesor en vez del húngaro, pero eso no ocurrió así. Al morir el único rey husita, Jorge de Podiebrad, en 1471, acabó definitivamente dicha «amenaza» para Bohemia y sus sucesores serán todos católicos.
La mayor parte de los husitas de Bohemia se vieron influenciados, en el siglo XVI, por el luteranismo. Los más fervientes taboritas  entraron en la Iglesia de los Hermanos Moravos. Desde la segunda década del siglo XX existe una Iglesia husita, escindida del catolicismo checo, que se inspira en la antigua tradición husita.